# Paweł Wypych
Paweł Wypych (Otwock, 20 de fevereiro de 1968 — 10 de abril de 2010) foi um político polaco.
Foi uma das vítimas do acidente do Tu-154 da Força Aérea Polonesa.